# پونچاک ماندالا
پونچاک ماندالا (اندونزیایی: Puncak Mandala به معنای قلهٔ ماندالا) که در زبان محلی اونایی آبوم نامیده می‌شود و پیشتر نیز با نام کوه جولیانا یا جولیانا تاپ شناخته می‌شد، کوهی است به ارتفاع ۴٬۷۶۰ متر واقع در استان پاپوآی اندونزی. این کوه که بلندترین قلهٔ رشته‌کوه استار را تشکیل می‌دهد تا سالیان اخیر نیز دارای کلاهکی یخی بود اما این کلاهک در فاصلهٔ سال‌های ۱۹۸۹ تا اوایل ۲۰۰۳ ناپدید شد. این کوه همچنین پس از پونچاک جایا، دومین کوه بلند مجمع‌الجزایر اندونزی شناخته می‌شود.
پونچاک ماندالا نخستین بار در سال ۱۹۵۹ و توسط گروهی هلندی صعود شد.

## ریشه شناسی
در زبان محلی، این قله کوه «آپلیم آپوم» نام دارد و مکانی مقدس است که خالق، آتانگکی، انسان‌ها را خلق کرده است. مردم محلی به آنها «آپلیم آپوم سیبیلکی» یعنی فرزندان آپلیم آپوم می‌گویند. در زمان حکومت اندونزی، نام این کوه «قله ماندالا» گذاشته شده است. هرچند دلیل این نام‌گذاری ثبت نشده، اما نام «ماندالا» با افسانه خلقت آپلیم آپوم مرتبط است. باور بر این است که این کوه مرکز جهان است و آتانگکی در آنجا زندگی می‌کند.

## زمین شناسی
کوه ماندالا یکی از سه کوه بلند و مهم در غرب گینه نو است که همراه با مجموعه کوه‌های کارستنز و تریکورا قرار دارد. این قله قبلاً پوشش یخی داشته، اما آخرین بار در سال ۱۹۸۹ دیده شده و تا سال ۲۰۰۳ این پوشش کاملاً از بین رفته است. براساس اطلاعات مأموریت رادار شاتل، ارتفاع کوه ماندالا احتمالاً از کوه پونچاک تریکورا که حدود سال ۱۹۶۰ پوشش یخی خود را از دست داده بود، بیشتر است.

## صعودها
به‌دلیل دورافتادگی و سختی مسیر دسترسی، کوه ماندالا مانند بسیاری از قله‌های گینه نو، بسیار کم صعود شده است. کوهنوردان از تیم هلندی که در سال ۱۹۵۹ به کوه‌های استار سفر کردند، موفق شدند این قله را در تاریخ ۹ سپتامبر صعود کنند.

کوهنورد اتریشی، کریستیان استنگل، نیز در ۲۸ فوریه ۲۰۱۲ ماندالا را صعود کرد. این صعود بخشی از تلاش او برای اولین بار صعود به هفت قله دوم و هفت قله سوم جهان بود.